# 多夫加利夫卡 (塔拉拉伊夫卡區)
50°45′46″N 32°54′29″E / 50.76278°N 32.90806°E
多夫哈利夫卡（烏克蘭語：Довгалівка），是烏克蘭北部的村莊，隸屬切爾尼希夫州的普里盧基區。該村處於雷索希爾河畔，面積0.21平方公里，海拔高度130米，2001年人口404。